# Kenny Walker
Kenneth Walker, más conocido como Kenny "Sky" Walker (Roberta, Georgia, Estados Unidos, 18 de agosto de 1964), es un exjugador de baloncesto estadounidense de la NBA. Jugó durante cinco temporadas en New York Knicks, procedente de la Universidad de Kentucky, y posteriormente jugó en las ligas española, italiana y japonesa. En el All-Star Game de la NBA 1989 ganó el Concurso de Mates, derrotando en la final a Clyde Drexler.

## Carrera

### Universidad

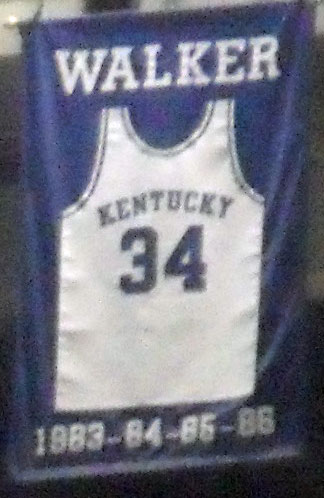
Camiseta con el número 34, retirada por Kentucky.

Tras ser nombrado Mr. Basketball en el estado de Georgia en 1982, Walker eligió jugar en la Universidad de Kentucky. Tuvo mucho éxito en su periplo universitario, siendo elegido en el mejor quinteto de la conferencia sureste en cuatro ocasiones y All-American en dos.
En 1984, los Wildcats llegaron a la Final Four de la NCAA, cayendo eliminados ante Georgetown en la Semifinal Nacional. En la temporada 1985/86 fue incluido en el segundo equipo del All America que designa a los mejores jugadores universitarios de Estados Unidos. Además ese año consiguió un récord de 11 de 11 en tiros de campo en un encuentro de la NCCA.
Durante su etapa universitaria además formó parte de la selección júnior de Estados Unidos que logró hacerse con la medalla de oro el Mundobasket Júnior de Palma de Mallorca 1983.

### Profesional
Walker fue seleccionado en la quinta posición del Draft de la NBA de 1986 por New York Knicks. Donde en cinco años, tuvo cinco entrenadores. 
En 1989 ganó el concurso de mates de la NBA, compitiendo 3 días después de la muerte de su padre. Además quedó tercero en la edición de 1990.
Sin embargo, su rendimiento caía en picado, en parte debido a las lesiones, obligándole a marchar a España a jugar en el Granollers EB y en el Cáceres C.B. En 1991, cuando formaba parte de la plantilla del Granollers EB participó en el All Star de la liga ACB disputado en Madrid, en el que además de jugar el partido de las estrellas, se proclamó campeón del concurso de mates ACB.
En 1993 regresó a la NBA para jugar en Washington Bullets. 
En 1996 se marchó a la liga japonesa, jugando en el Isuzu Motors de Yokohama, por una temporada antes de retirarse definitivamente en 1998.

## Vida personal
Desde 2000 a 2021, fue copresentador, junto con Wes Strader, del programa de radio "Cat Talk."
Walker vive en Lexington (Kentucky), donde es activo en su comunidad, haciendo un programa de radio local para fomento de la alfabetización infantil.
Es miembro desde 2018 del Georgia Sports Hall of Fame, en una clase que incluye a otras estrellas deportivas como Champ Bailey (NFL), y al propietario de los Atlanta Falcons, Arthur Blank.